# Margarete Wiggen

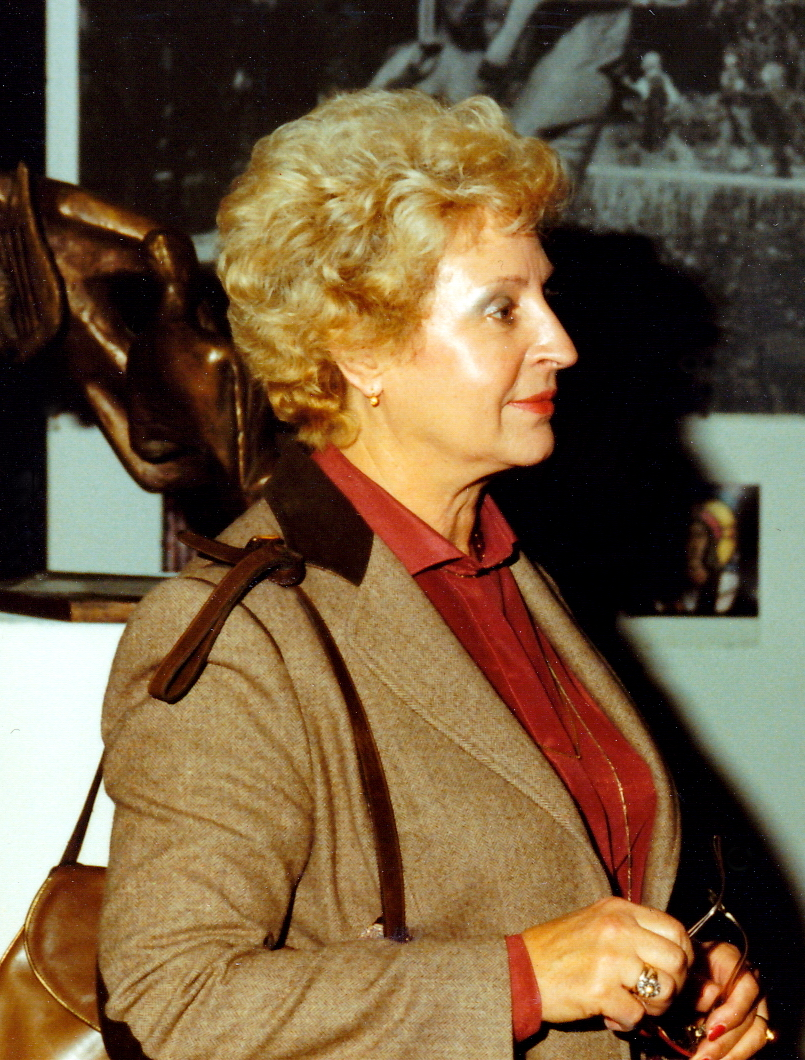
Margarete Wiggen (1982)

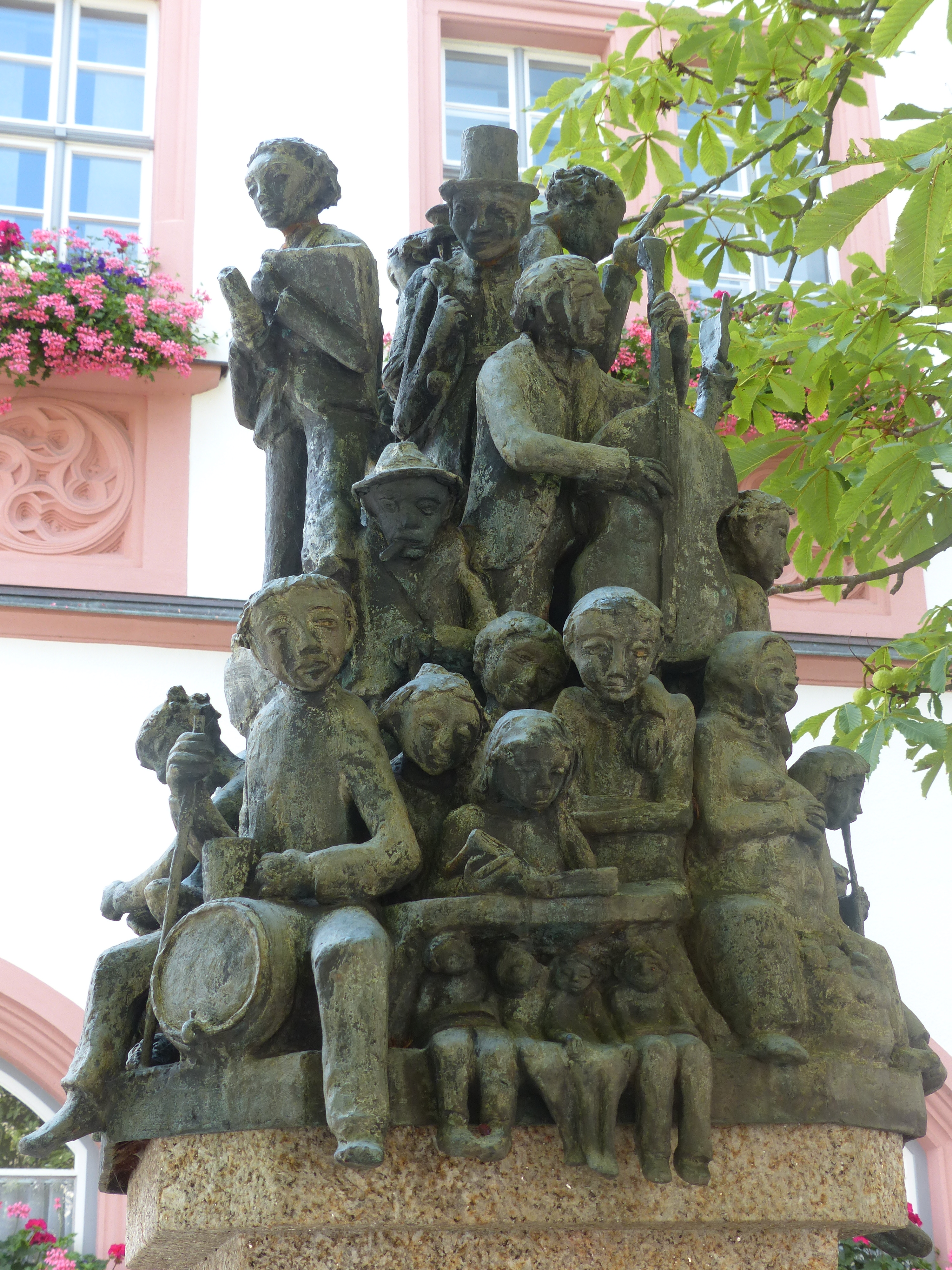
Hofer Rathausbrunnen

Margarete Katharina Wiggen (* 7. Februar 1923 in Marl; † 24. November 1999 in Bayreuth) war eine deutsche Künstlerin, die als Bildhauerin unter anderem Brunnen, Reliefs und Skulpturen in Bronze schuf.

## Leben
Margarete Wiggen war die Tochter des Lokomotivführers Karl Adolf (1893–1965) und von Anna Kunigunde Adolf, geborene Fischer (1897–1966). Bereits als Kind malte Margarete Wiggen Bilder, die in Kindergärten ausgestellt wurden und als 13-Jährige gestaltete sie für die Theatergruppe ihres Vaters eine Serie von Bühnenbildern. Ihr Studium schloss sie als ausgebildete Religionslehrerin ab. Nach dem Krieg half sie beim Aufbau einer Hilfsorganisation für Vertriebene und Heimkehrer im Raum Oldenburg. In Cloppenburg kam sie in Kontakt mit dem Bildhauer Paul Dierkes von der Universität der Künste Berlin, der sie mit dem Werkstoff Bronze vertraut machte. 1952 heiratete sie J. Gerhard Wiggen (1921–2008) in Münster. Aus der Ehe gingen zwei Kinder hervor. Bei Professor Nathanson in Paris erwarb sie weitere Kenntnisse im Zeichnen und in der Malerei. Aus dem Düsseldorfer Raum zog sie 1971 nach Köditz.
Sie fertigte unter anderem 700 Bronzeplastiken, darunter etliche Werke in der Stadt Hof und im Umland. Dazu gehören ein Relief und das Stadtwappen am Hofer Rathaus und der Rathausbrunnen und die Plastiken Wasserschütterin und Drei Mädchen in Schwarzenbach an der Saale. Sie gestaltete neben Reliefs und Plastiken weitere Brunnen in Hof, Naila, Bad Steben und Rehau, aber auch weiter entfernt, wie im westfälischen Ochtrup und in Werl. Der ehemalige Ministerpräsident des Freistaates Bayern Alfons Goppel erhielt anlässlich der Verleihung der Ehrenbürgerschaft der Stadt Hof am 13. März 1981 als Geschenk das Bronzerelief Mutter der Christenheit von Margarete Wiggen. Am 1. Oktober 1982 stattete der bayerische Ministerpräsident Franz Josef Strauß der Stadt Hof seinen ersten offiziellen Besuch ab. Oberbürgermeister Hans Heun übergab ihm als Gastgeschenk das Bronzerelief Schlafen oder Wachen.
In der Zeit von 1961 bis 1993 realisierte Margarete Wiggen regelmäßig Ausstellungen in verschiedenen Städten, darunter mehrfach in der Galerie Brinkwirth in Ochtrup und in der Hofer Freiheitshalle. In den Jahren nach 1990 lebte sie in Bayreuth. Margarete Wiggen war Mitglied der Gruppe Nordfranken, des Berufsverbandes Bildender Künstler und der Deutschen Gesellschaft für christliche Kunst. Für ihr Lebenswerk überreichte Kammerpräsident Christian Heinrich Sandler 1993 den Kulturpreis der oberfränkischen Wirtschaft. Ihre Tochter ist die Bayreuther Künstlerin Gabriele Plössner, die Bronzeskulpturen aus der Welt der Wagner-Opern schafft.

## Werkverzeichnis öffentlicher Aufträge
| Werk | Anmerkungen | Ort                        | Jahr | Ansicht |
| --- | --- | -------------------------- | ---- | ------- |
| Großer Bronzekorpus, Kanzelkreuz mit Korpus und großer Doppelleuchter                                                                                        | Pfarrkirche Leverkusen-Bürrig | Bürrig                     | 1964 |         |
| Gedenkplatte Weiße Rose | Bronzerelief der Geschwister-Scholl-Schule Norf zur Erinnerung an die Weiße Rose | Norf                       | 1966 |         |
| Kreuzweg mit 16 Stationen aus Bronze | Dreikönigskirche Garbeck, Sauerland | Garbeck                    | 1971 |         |
| Reliefplastik, Kreuzweg, Altarleuchter aus Bronze | Universitätsklinik Mainz, St.-Rochus-Kirche | Mainz                      | 1975 |         |
| Ambo, Tabernakel, Altarleuchter, Vortragekreuz, Osterleuchter, Bodenleuchter, Kerzentisch, Türgriffe, Altarkreuz, Lesepult, Weihwasserbecken, Eingangsrelief | Die St.-Pius-Kirche wurde 1977 vom Bamberger Erzbischof Elmar Maria Kredel geweiht. Neben den zahlreichen Arbeiten von Margarete Wiggen gestaltete der Lichtenfelser Maler Hubert Weber Buntglasfenster mit Motiven des Kreuzweges. | Hof                        | 1977 |         |
| Bronzewappen | Stadtwappen am Portal des Nebengebäudes des Rathauses | Hof                        | 1978 |         |
| Bronzebrunnen | Eingangsbereich der Allgemeinen Ortskrankenkasse | Naila                      | 1978 |         |
| Bronzerelief St. Florian | Feuerwehrhaus | Köditz                     | 1978 |         |
| Rathausbrunnen | Brunnen vor dem Rathaus mit Figurenensemble | Hof                        | 1979 |         |
| Relief über die Geschichte des Rathauses | Seitlich am Rathaus angebracht | Hof                        | 1979 |         |
| Lambertusbrunnen | Fußgängerbereich | Ochtrup                    | 1979 |         |
| Brunnenplatten | Zierschilder am Trinkbrunnen in der Kuranlage | Bad Steben                 | 1979 |         |
| Bronzewappenschild mit Inschrift für den Grundstein | Beamtenfachhochschule | Hof                        | 1980 |         |
| Hochzeitsbrunnen aus Bronze | Marktplatz | Naila                      | 1981 |         |
| Brunnen am Kurt-Schumacher-Platz | Brunnen aus 22 Bronzeschüsseln, der Platz hieß früher Wittelsbacher Platz und war Standort der Stadtwaage | Hof                        | 1982 |         |
| Zwei Bronzeplastiken | Außenbereich des Zentrums für Sehgeschädigte | Würzburg                   | 1983 |         |
| Bronzefigur Frau mit zwei Kindern | Innenhof der Berufsfachschule mit Fachakademie | Ahornberg                  | 1984 |         |
| Salinenbrunnen | Der abstrakte Brunnen im Fußgängerbereich der Bach- bzw. Melsterstraße erinnert an die Stadt als Solbad. Er wurde von der Sparkassenstiftung der Sparkasse Werl gefördert.                                                          | Werl                       | 1985 |         |
| Siedler-Brunnen mit Bronzeplastik Familie | Der Brunnen auf dem Siedlerfestplatz Birkenstraße erinnert an Siedlerfamilien, die sich vor und nach dem Zweiten Weltkrieg in Rehau eine neue Heimat aufbauten.                                                                     | Rehau                      | 1986 |         |
| Bronzebrunnen Sitzende | Fußgängerbereich | Bielefeld                  | 1987 |         |
| Wasserschütterin | Grünanlage beim Schulhaus | Schwarzenbach an der Saale | 1991 |         |
| Froschbrunnen | Theresienstein | Hof                        | 1993 |         |
| Drei Mädchen | Vorplatz vor dem Seniorenheim | Schwarzenbach an der Saale | 1994 |         |
| Bronzeplatte | Eingang der Leonhardskirche | Köditz                     | 1999 |         |